# Ophiacodon hilli
Ophiacodon hilli (лат.) — вид синапсид из семейства офиакодонтид (Ophiacodontidae), принадлежащий к роду офиакодонов (Ophiacodon). Известен по ископаемым остаткам из пермских отложений Канзаса (США), датируемых сакмарским — артинским ярусами (приуральский отдел; 293,52—279,3 млн лет). Остатки происходят из местонахождения Уайлдкэт-Каньон (Wildcat Canyon) в округе Каули, представленного породами барнестонского известняка (Barneston Limestone Formation).

## История изучения
Научно описан Альфредом Шервудом Ромером в 1925 году под названием Winfieldia hilli, как типовой и единственный вид рода Winfieldia. Позднее, в 1940 году, Ромер и Лливелин Прайс отнесли вид к роду Ophiacodon. Видовое имя дано в честь доктора Мэтта Хилла (Matt Hil), который обнаружил неполный скелет FMNH (WM) 454, назначенный голотипом O. hilli. Поскольку образец явно сухопутного офиакодона был найден в морских отложениях, Ромер предположил, что его снесло в море посмертно.

## Описание
Согласно Ромеру и Прайсу (1940), O. hilli, известный только по одному плохо сохранившемуся образцу, по большинству признаков напоминает O. mirus и O. uniformis, от которых отличается только необычно дистально широкой плечевой костью. Плечевая кость O. hilli пропорционально шире, чем у крупного и крепко сложенного O. retroversus. Исследователи отметили, что, если бы не эта отличительная черта, то остатки O. hilli могли бы быть приписаны O. uniformis.